# Making Believe
"Making Believe" (nogle gange omtalt som "Makin' Believe") er en countrysang skrevet af Jimmy Work og er bedst kendt i Kitty Wells' version fra 1955 der toppede hitlisterne. Sangen har været listet blandt de bedste country-sange adskillige gange, og er blevet indspillet i coverversioner af utallige kunstnere inklusive Thorleifs, Bob Dylan, Johnny Cash, Roy Acuff, Wanda Jackson, Connie Francis, Ray Charles, Anita Carter, Dolly Parton, Emmylou Harris, Merle Haggard, Ernest Tubb, Social Distortion, Skeeter Davis, The Haden Triplets og Volbeat.
Sangen blev udgivet i februar 1955 via Dot Records, og nåede #5 på Billboard's country music jukebox charts. En måne senere udgav countrymusikeren Kitty Wells en udgave, der nåede #2 på country-hitlisten og forblev der i 15 uger, hvilket stadig er en rekord på country Billboard charts. Sangen på førstepladsen var "In the Jailhouse Now" af Webb Pierce, der holdt denne plads i 21 uger.
Sangen er en melankolsk ballade om ikke at komme sig over sin tidligere kæreste. Sangeren dagdrømmer om, at de stadig er kærester, selvom vedkommende er klar over "you'll never be mine" igen. 
"Making Believe" oplevede fornået opmærksomhed da ikke mindre end tre singler blev indspillet og udgivet i årene 1977-1978. The Kendalls nåede #80 med deres udgave som blev udgivet via Ovation Records. Få måneder senere formåede Emmylou Harris at nå #7 med hendes version. Den følgende januar blev Merle Haggards version spillet en del på trods af, at det kun var B-siden til sangen "Running Kind". Billy Joe Royal udgav også en version.
Loretta Lynn og Conway Twitty udgav en duet-udgave af sangen i 1988 og den blev brugt som titelnummeret på deres sidste album sangen. Selvom den ikke blev et hit i radioen blev den ofte spillet ved koncerter, og albummet solgte også udmærket.
I 2008 udgav det danske heavy metalband Volbeat en coverversion på deres album Guitar Gangsters & Cadillac Blood. Volbeats version er dog mere inspireret af det amerikanske punkband Social Distortion version fra deres album Somewhere Between Heaven and Hell (1992). Albummet nåede #1 Hitlistens Album Top-40 i Danmark og Finland's Official Lists albumhitliste og solgte platin i Danmark og guld i flere andre lande.

## Hitlister

### Jimmy Work
| Hitliste (1955)                    | Højeste placering |
| ---------------------------------- | ----------------- |
| U.S. Billboard Hot Country Singles | 5                 |

### Kitty Wells
| Hitliste (1955)                    | Højeste placering |
| ---------------------------------- | ----------------- |
| U.S. Billboard Hot Country Singles | 2                 |

### The Kendalls
| Hitliste (1977)                    | Højeste placering |
| ---------------------------------- | ----------------- |
| U.S. Billboard Hot Country Singles | 80                |

### Emmylou Harris
| Hitliste (1977)                    | Højeste placering |
| ---------------------------------- | ----------------- |
| U.S. Billboard Hot Country Singles | 8                 |
| Canadian RPM Country Tracks        | 1                 |
| Canadian RPM Top Singles           | 87                |